# Lijndenia barteri
Lijndenia barteri là một loài thực vật có hoa trong họ Mua. Loài này được K. Bremer mô tả khoa học đầu tiên năm 1982.